# 诺伊塞斯
诺伊塞斯（德語：Neusäß，發音：[ˈnɔʏzɛːs] ⓘ）是德国巴伐利亚州施瓦本行政区奥格斯堡县的城市，面积25.22平方千米，2023年12月31日人口为23,251人。

## 友好城市
诺伊塞斯与以下城市结为友好城市：
- 法國 屈塞
- 瑞典 埃克舍
- 德国 马克莱贝格
- 義大利 布拉恰诺